# Аврора (авиакомпания)
«Аврора» — российская авиакомпания, базирующаяся в Южно-Сахалинске, Владивостоке и Хабаровске. Полное наименование — Акционерное общество «Авиакомпания «Аврора». Образована 25 сентября 2013 года путём слияния авиакомпании «Сахалинские Авиатрассы» и авиакомпании "Владивосток Авиа". Авиакомпания связывает регулярными рейсами города Дальнего Востока и Сибири, выполняет местные авиационные перевозки в дальневосточных регионах.

## Деятельность
Дальневосточная авиакомпания «Аврора» сотрудничает с такими зарубежными авиакомпаниями, как: «Korean Air», «Asiana Airlines», «Japan Airlines» и рядом российских авиакомпаний: «Аэрофлот — российские авиалинии», «S7 Airlines», а также другими, — на основании код-шеринга и интерлайн-соглашений.
По итогам 2021 года выручка компании составила 17,9 млрд руб., чистая прибыль — 1,5 млрд руб .

## Собственники и руководство

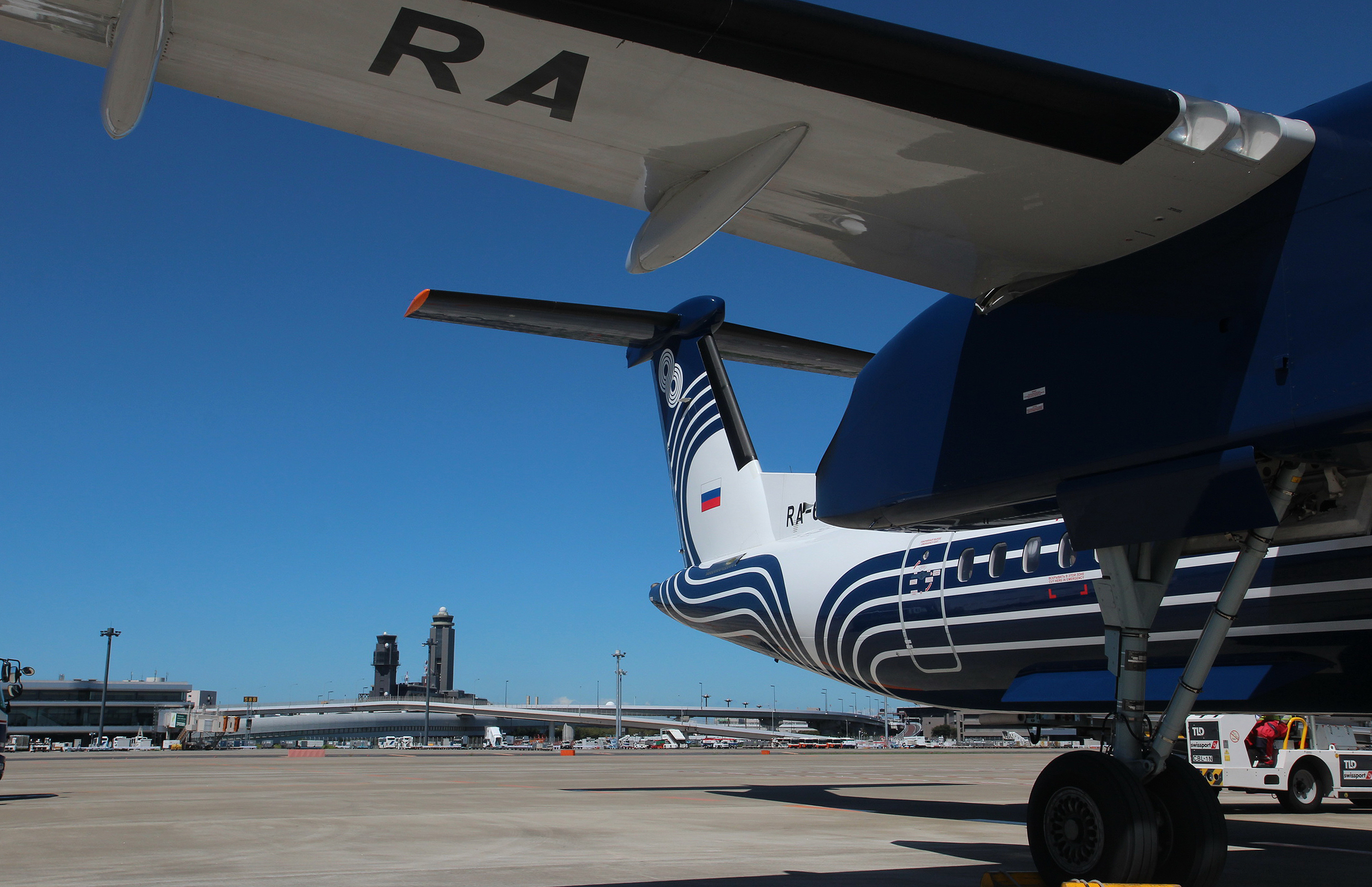
Bombardier Q400 NextGen авиакомпании «Аврора» в международном аэропорту Нарита

49 % акций авиаперевозчика принадлежит Правительству Сахалинской области. До 17 декабря 2020 года 51% акций принадлежало ПАО «Аэрофлот — российские авиалинии», которые были проданы АО «Корпорация развития Сахалинской области» по общей цене 1 рубль.
Руководитель компании с 6 ноября 2013 года — Константин Сухоребрик (генеральный директор). Первый заместитель генерального директора − Андрей Колесник. Директор Хабаровского филиала − Феликс Воропаев, Директор Приморского филиала — Виктор Крючков.

## История

### Авиакомпания SAT Airlines

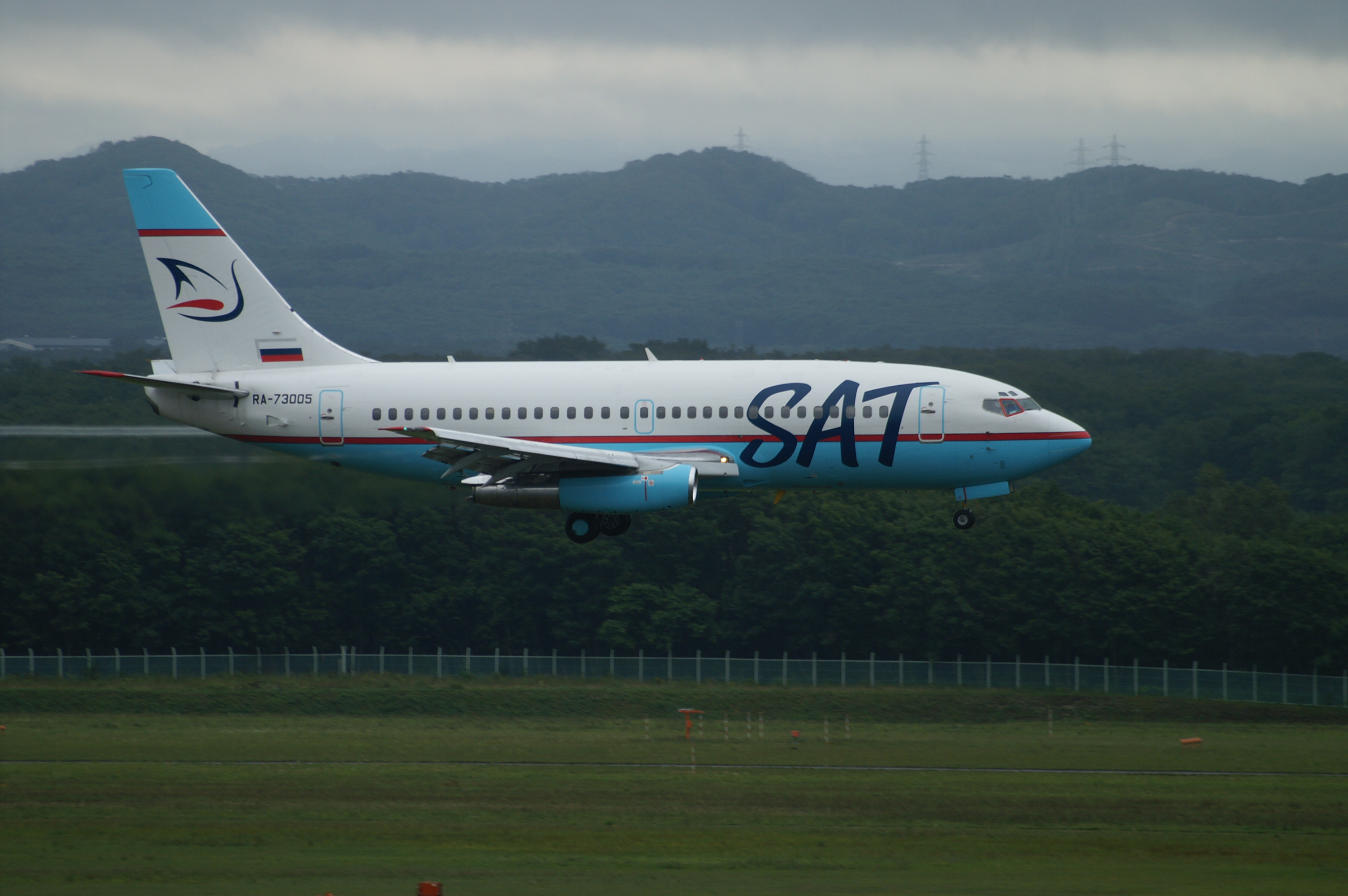
Boeing 737-200 Сахалинских Авиатрасс

Авиакомпания «SAT Airlines» совершала полеты на внутренних и международных воздушных линиях с 1992 года. Первый международный рейс был выполнен в город Сеул.
В 1994 году было освоено воздушное судно иностранного производства Boeing 737-200. Открылся рейс в японский город Хакодате.
В 1997 году расширена география полетов в Восточную и Западную Сибирь — города Иркутск и Новосибирск.
В 2002 году авиакомпания выиграла тендер на авиационное обслуживание компании «Эксон Нефтегаз Лимитед», оператора проекта «Сахалин-1». В 2003 году к контракту присоединился консорциум «Сахалинская Энергия».
В 2007 году авиакомпания прекратила эксплуатацию самолетов Bombardier DHC 8-100, перейдя на DHC 8-200. В рамках данного контракта Авиакомпания выполняла полеты на чартерной основе в пределах Сахалинской области и материковой части Дальнего Востока, а также в Японию.
Осенью 2006 года открыты регулярные пассажирские рейсы в Харбин. В 2007 году стартовали рейсы в Пекин и Далянь.
В апреле 2009 года началась эксплуатация 50-ти местного DHC 8-300, в ноябре был освоен Boeing 737-500.
В 2010 году было принято решение об организации базирования авиакомпании «Сахалинские Авиатрассы» в Хабаровске. Данная мера расширила географию полетов, самолёты «САТ» начали летать в Саппоро, Магадан и Петропавловск-Камчатский, также в этом году компания перешла на систему электронного таможенного декларирования.
В 2011 году были возобновлены международные рейсы в Пекин (Китай).

14 мая 2012 года авиакомпания «Сахалинские Авиатрассы» стала лауреатом национальной авиационной премии «Крылья России». В апреле 2013 года авиакомпания вновь была удостоена данной премии.

### Авиакомпания «Владивосток Авиа»

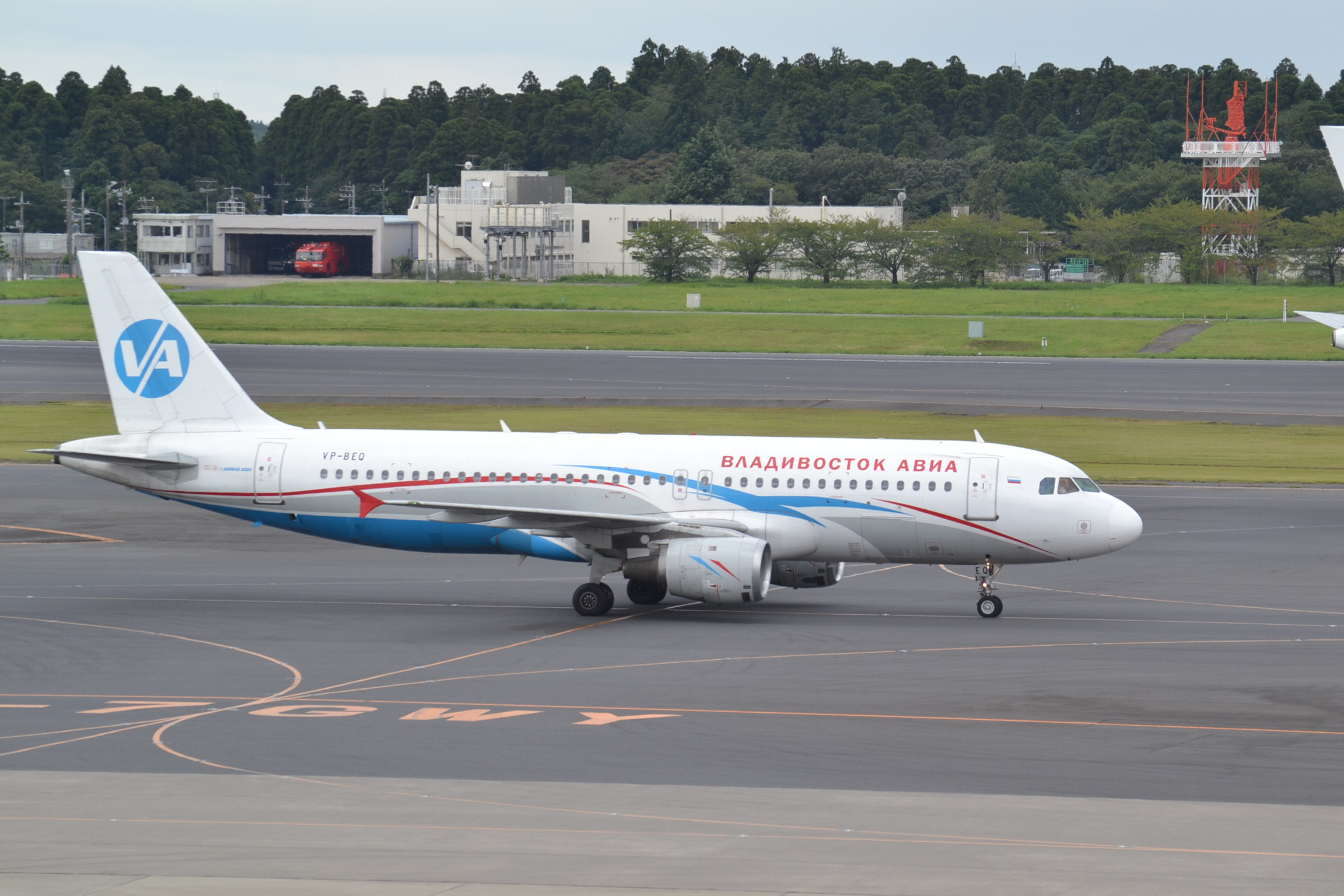
Airbus A320-200 в аэропорту Владивостока

В 1994 году образовано ОАО Авиакомпания «Владивосток Авиа».
12 августа 1995 года в собственность авиакомпании был приобретён первый среднемагистральный пассажирский самолёт Ту-154М.
В 2008 году ОАО Авиакомпания «Владивосток Авиа» взяло на себя обязательство по перевозке пассажиров, обанкротившейся авиакомпании «Дальавиа».
В 2009 году «Владивосток Авиа» начала эксплуатировать свой первый широкофюзеляжный самолет Airbus A330-300. В октябре того же года поступил второй самолет, а в мае 2010 года — третий. В 2012 году, в связи с реорганизацией парка воздушных судов, самолёты данного типа были выведены из эксплуатации.

### Авиакомпания «Аврора»

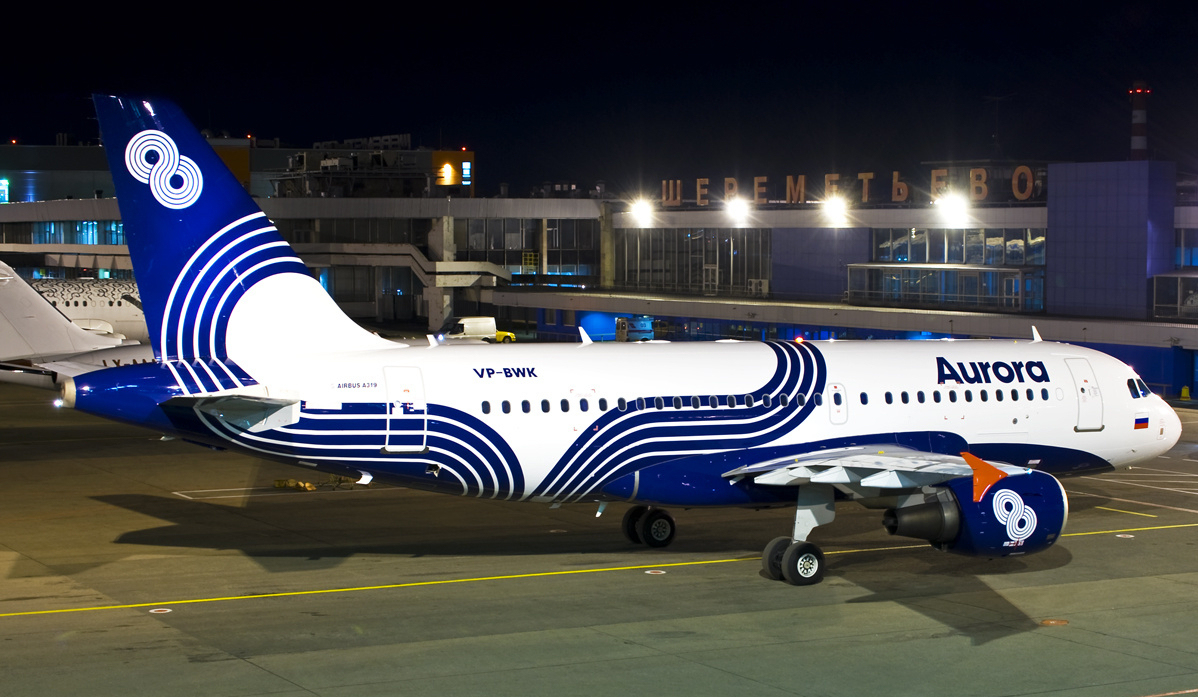
Airbus 319-100 авиакомпании «Аврора» в аэропорту Шереметьево

### 2013 год

Первый самолет авиакомпании Аврора в аэропорту Владивостока

6 ноября «Аэрофлот» представил новую авиакомпанию «Аврора», созданную на базе двух принадлежавших ему дальневосточных перевозчиков — авиакомпании «Сахалинские Авиатрассы» и авиакомпании «Владивосток Авиа».
8 ноября самолёт Airbus A319-100 с бортовым номером VP-BWK авиакомпании «Аврора» впервые совершил посадку в своём базовом аэропорту — Международном Аэропорту Владивостока.
14 ноября Авиакомпания «Аврора» успешно выполнила свой первый коммерческий рейс на самолете Airbus A319-100 по маршруту Владивосток — Хабаровск — Магадан. С 3 февраля 2014 года Авиакомпания выполняет этот рейс ежедневно.
21 ноября парк воздушных судов пополнился вторым лайнером Airbus A319-100 с регистрационным номером VP-BUK. Самолёт после покраски прибыл из чешской Остравы.
28 ноября новая авиакомпания завершила процесс регистрации в реестре операторов IOSA, полученный сертификат безопасности является обязательным условием для членства в IATA.
9 декабря 2013 года в аэропорт «Южно-Сахалинск» прибыл взятый в аренду авиалайнер Boeing 737-500. Самолёт был полностью сертифицирован для полётов в России и за рубежом.

### 2014 год
19 января четвёртый самолёт Аirbus A319-100 с регистрационным номером VP-BUO приземлился в аэропорту Южно-Сахалинска.
27 января авиакомпания открыла и начала выполнять рейс из Хабаровска в Сеул. В сезоне зима 2013—2014 авиакомпания «Аврора» увеличила объёмы перевозок на 15 % по сравнению с запланированными. 2013 год был отмечен открытием регулярных рейсов в Иркутск, Новосибирск, Красноярск, Петропавловск-Камчатский, Благовещенск, Магадан, Пусан, Гонконг.
С апреля 2014 года начала действовать программа «Аэрофлот-Бонус» на всех рейсах авиакомпании. 7 апреля авиакомпания «Аврора» стала лауреатом премии «Крылья России — 2013» в номинации «Авиакомпания года — пассажирский перевозчик на внутренних воздушных линиях в группе III—IV» (объем пассажирских перевозок на ВВЛ от 0,05 до 1 млрд пкм). Кроме того, «Аврора» стала дипломантом в номинации «Авиакомпания года — пассажирский перевозчик на региональных маршрутах в группе II» (перевезено пассажиров на региональных воздушных судах от 30 до 150 тыс. чел.).
30 апреля пятый борт Airbus A319-100 с регистрационным номером VP-BWL приземлился в Южно-Сахалинске. С 1 мая данный лайнер приступил к выполнению полётов в рамках маршрутной сети.

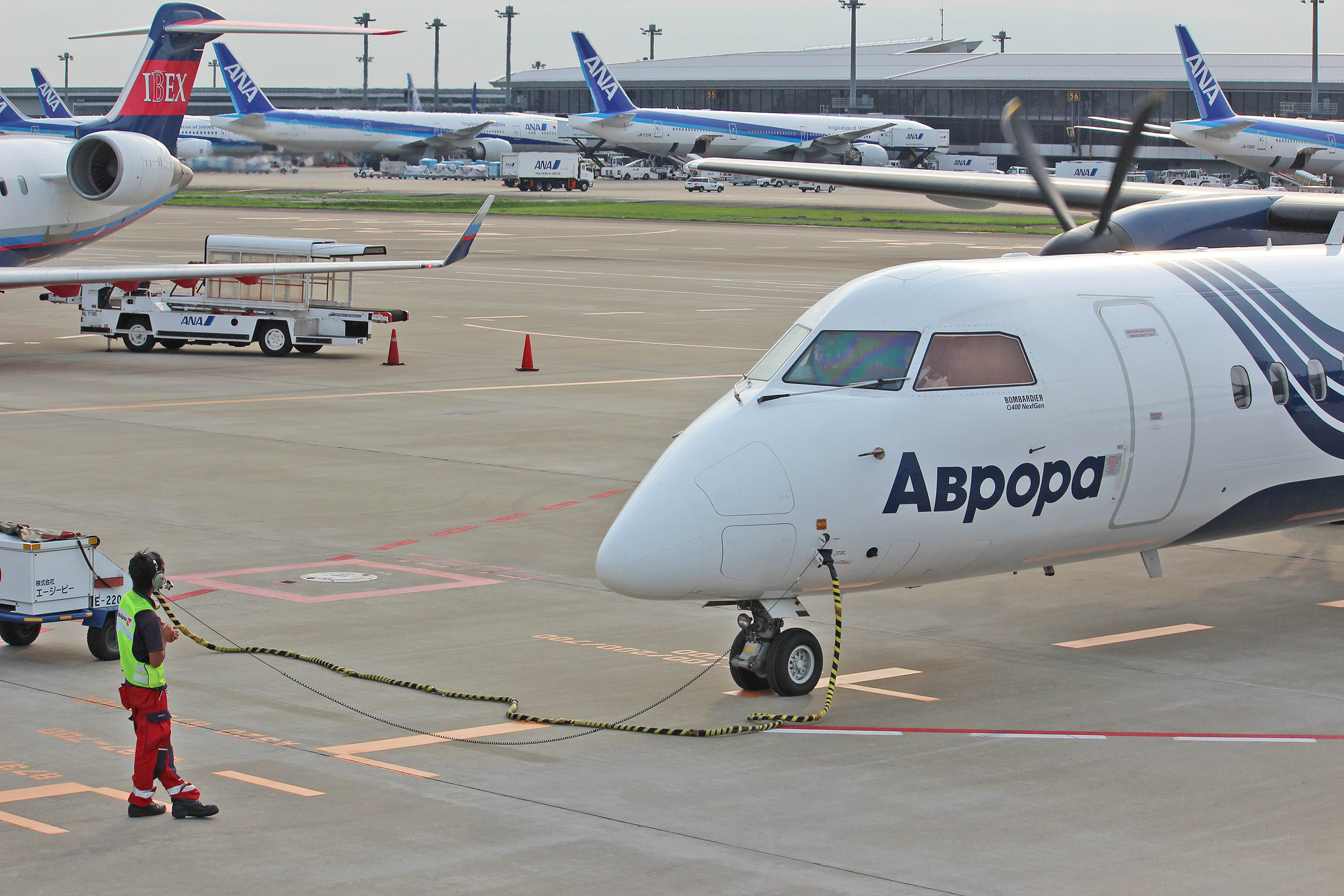
Bombardier Q400 NextGen авиакомпании «Аврора» в международном аэропорту Нарита

5 мая авиакомпания начала выполнять рейс в Токио (Япония). 5 июня авиакомпания открыла рейс из Владивостока в Гонконг (Китай).
10 июня третий авиалайнер Boeing 737-500 поступил в распоряжение авиакомпании. 17 июня состоялся первый рейс авиакомпании по маршруту Владивосток — Далянь (Китай).
18 июня 2014 года генеральный директор ПАО «Аэрофлот — российские авиалинии» В. Г. Савельев и губернатор Сахалинской области А. В. Хорошавин провели встречу, на которой обсудили ряд важных вопросов, касающихся перспектив дальнейшего развития компании, в частности о необходимости обновления парка воздушных судов.
6 июля открылся регулярный рейс компании из Владивостока в Харбин (Китай).
17 сентября совершён первый (технический) рейс по маршруту Южно-Сахалинск — Итуруп — Южно-Сахалинск, в связи с вводом в эксплуатацию нового местного аэропорта.
25 сентября 2014 года был проведён ряд мероприятий, приуроченных к годовой годовщине работы обновлённой авиакомпании. Также на торжественной церемонии были отмечены лучшие работники. Коммерческую деятельность компания начала 6 ноября 2013 года.
За 2014 год авиакомпанией перевезено 1 050 637 пассажиров, в том числе почти 60 тысяч пассажиров по внутри областным рейсам. Общий пассажиропоток на рейсах внутри РФ составил более 75 %.

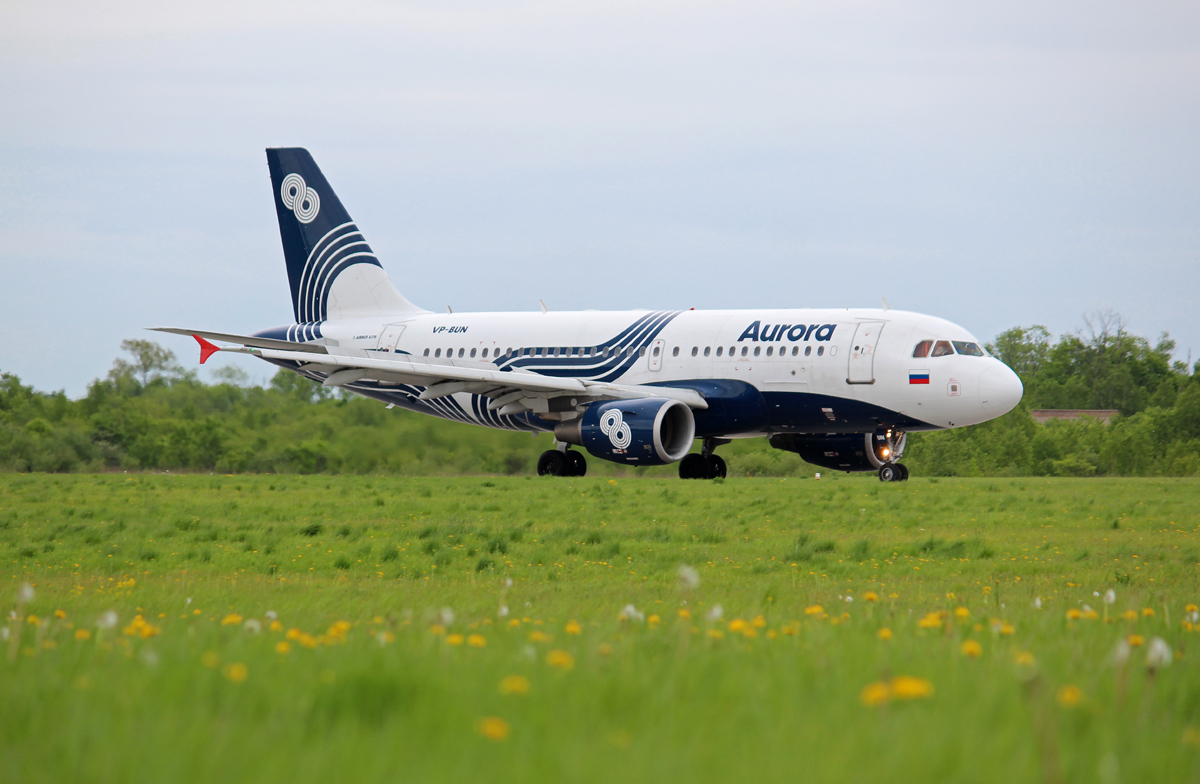
Airbus A319 авиакомпании «Аврора» в международном аэропорту Владивостока

### 2015 год

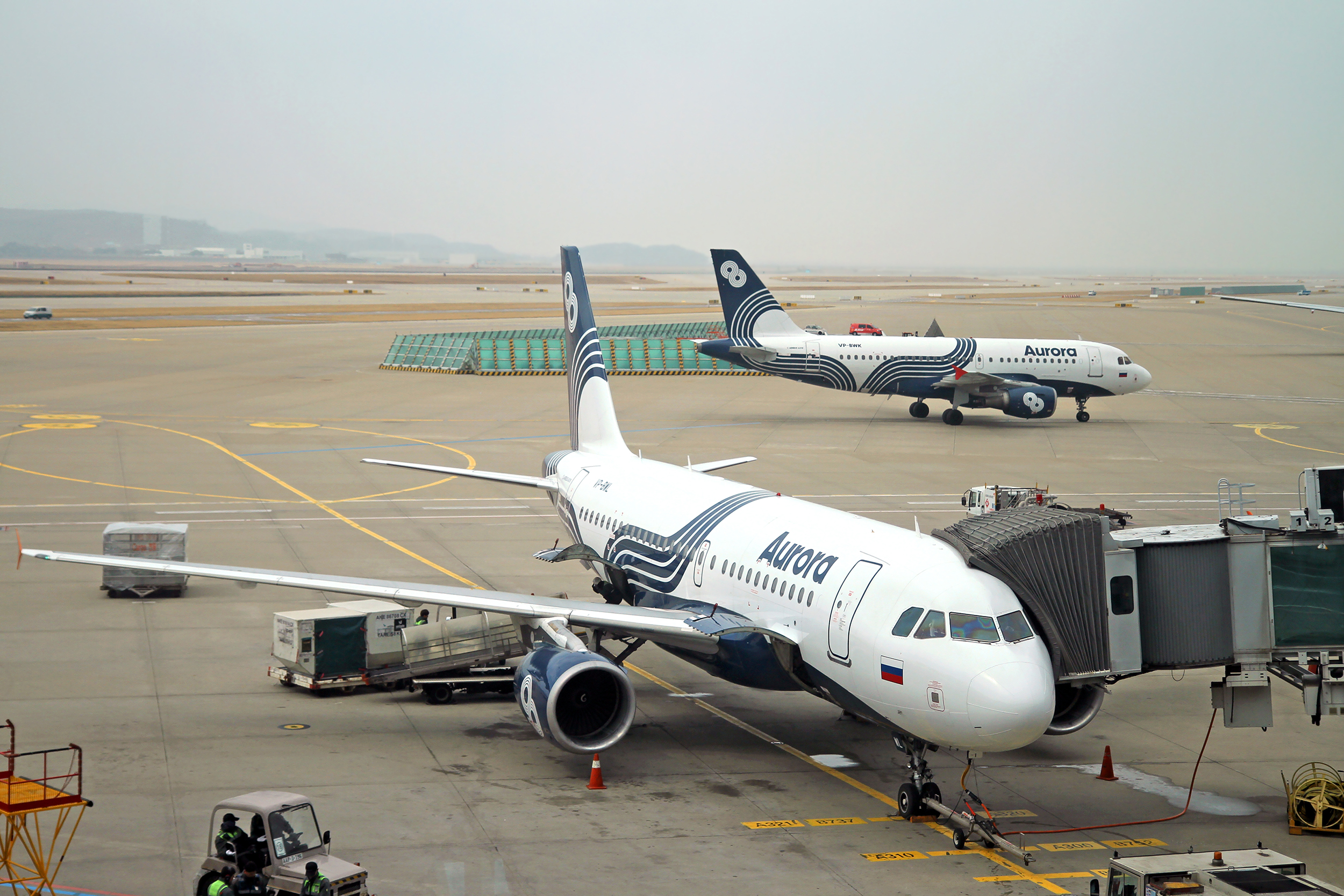
Airbus A319 авиакомпании «Аврора» в международном аэропорту Инчхон

21 января пополнение парка воздушных судов очередным, седьмым самолётом Airbus A319-100, с регистрационным номером VQ-BWV.

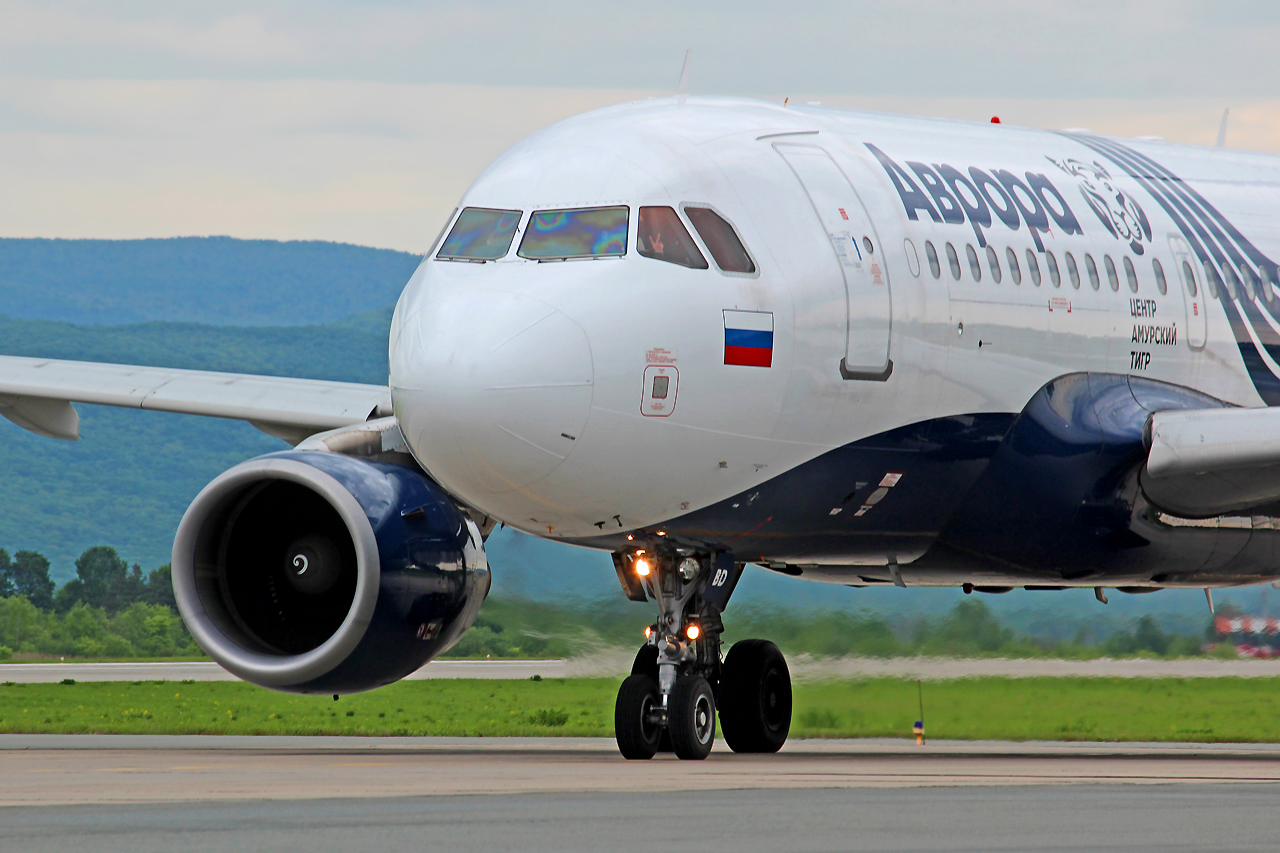
Airbus A319 авиакомпании «Аврора» в международном аэропорту Владивостока

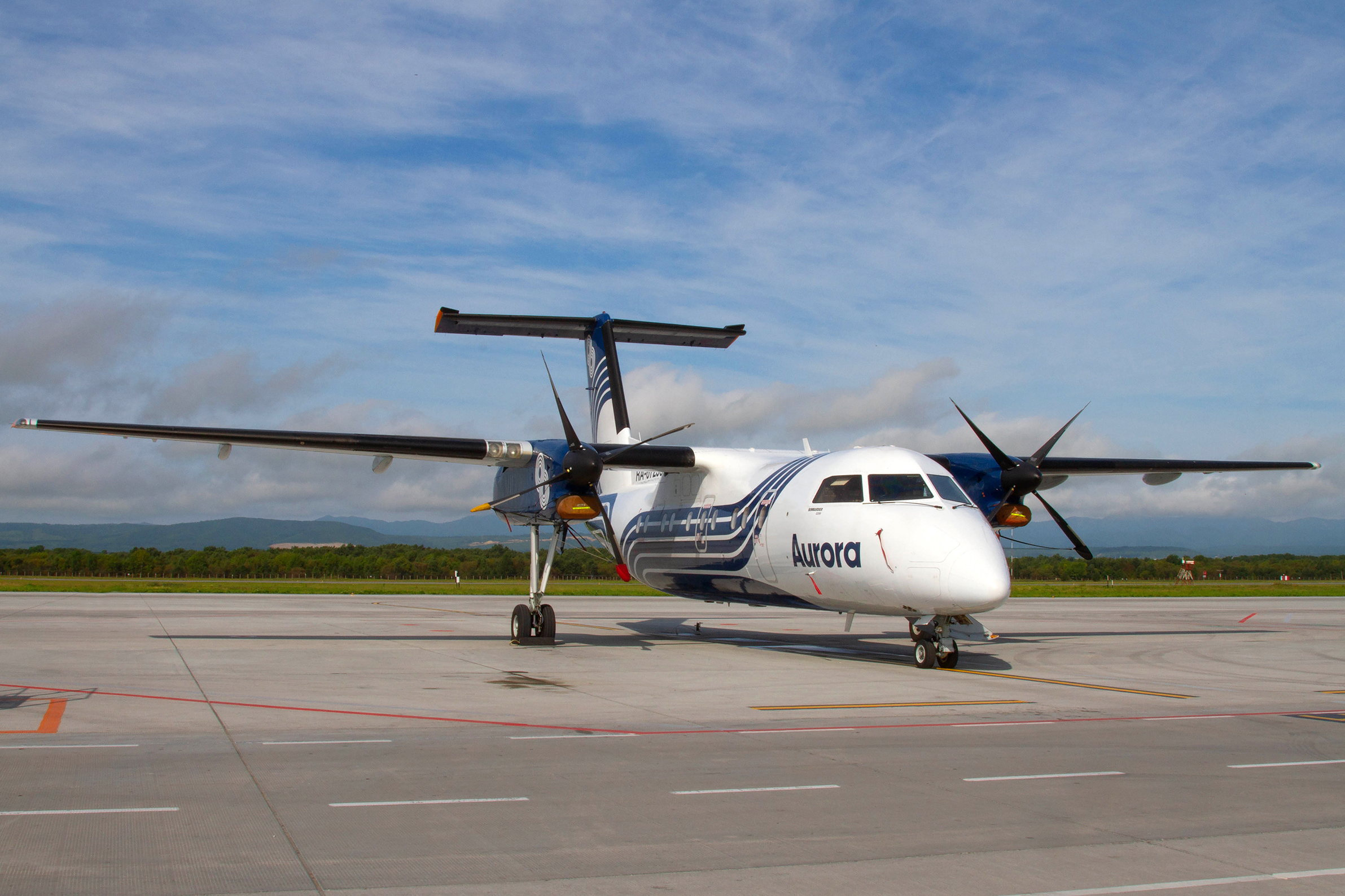
DHC-8 Q200 авиакомпании «Аврора» в аэропорту Южно-Сахалинска

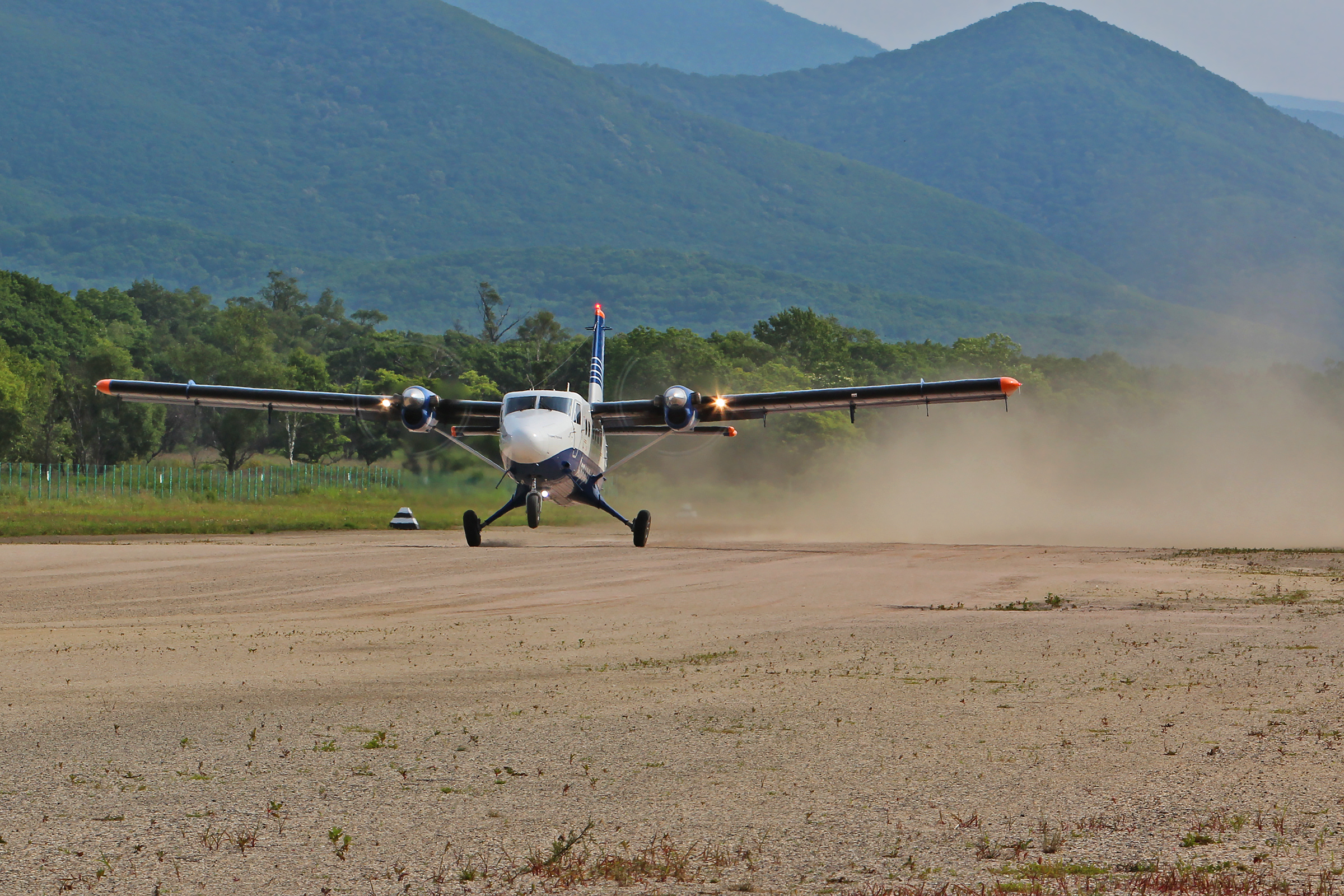
Взлет Viking DHC-6 Twin Otter авиакомпании «Аврора» в Преображении

21 мая открыт рейс по маршруту Владивосток – Пластун – Владивосток на воздушном судне DHC-6. С 2 июля начались рейсы на самолёте DHC-6 из Кавалерово в Хабаровск.
8 июля начались рейсы из посёлка Терней в сёла Тернейского района Приморского края: Светлая и Амгу на самолёте DHC-6.
28 июля выполнен технический рейс на авиалайнере типа Boeing-737 из Южно-Сахалинска на остров Итуруп Курильской гряды. На борту самолёта находились: экипаж, инженерно-технические специалисты авиакомпании и комиссия НИИ ГА «Аэропроект».
19 августа начало выполнения полётов по маршруту Терней – Единка в рамках реализации программы по созданию сети доступных пассажирских перевозок на Дальнем Востоке России через местные посадочные пункты.
На 25 сентября 2015 года авиакомпания «Аврора», с момента создания, перевезла более 2 млн человек: 417,5 тыс. человек на международных воздушных линиях; 1630 тыс. пассажиров – на внутренних линиях.
17 ноября выполнен первый рейс по маршруту Владивосток — Дальнереченск — Владивосток на воздушном судне DHC-6.
4 декабря выполнен первый рейс по маршруту Владивосток — Дальнегорск — Владивосток на DHC-6.
18 декабря в парк «Авроры» вошёл восьмой самолёт типа Airbus A319. А 31 декабря поступил первый самолёт типа Bombardier DHC-8 Q400.

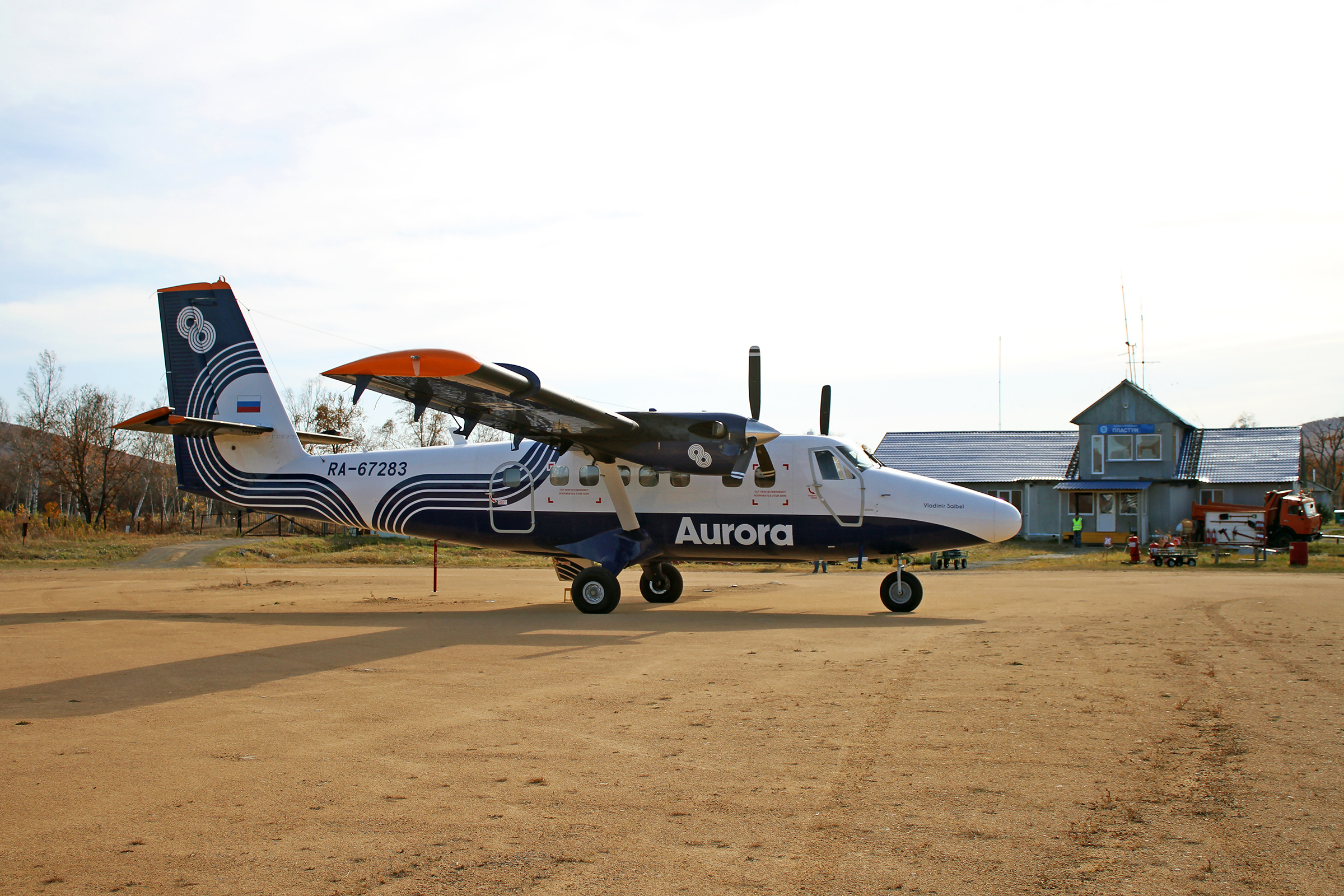
Стоянка Viking DHC-6 Twin Otter авиакомпании «Аврора» в Пластуне

В 2015 году «Аврора» перевезла 1 млн 125 тысяч пассажиров, выполнив 15 441 рейсов, из них на внутренних воздушных линиях было выполнено 11 824 рейса. На международных направлениях было выполнено 3617 рейсов, что на 27 % больше, чем в 2014 году. Производственный налёт в 2015 году достиг показателя в 33 281 час. Почты и грузов перевезено 6197 тонн. Были запущены 9 социально-значимых маршрутов в Приморском крае: Владивосток — Дальнегорск, Владивосток — Дальнереченск, Владивосток — Кавалерово, Владивосток — Пластун, Владивосток — Терней, Терней — Амгу, Терней — Светлая, Терней — Единка, Кавалерово — Хабаровск. Полёты по некоторым из этих направлений не выполнялись более 20 лет.

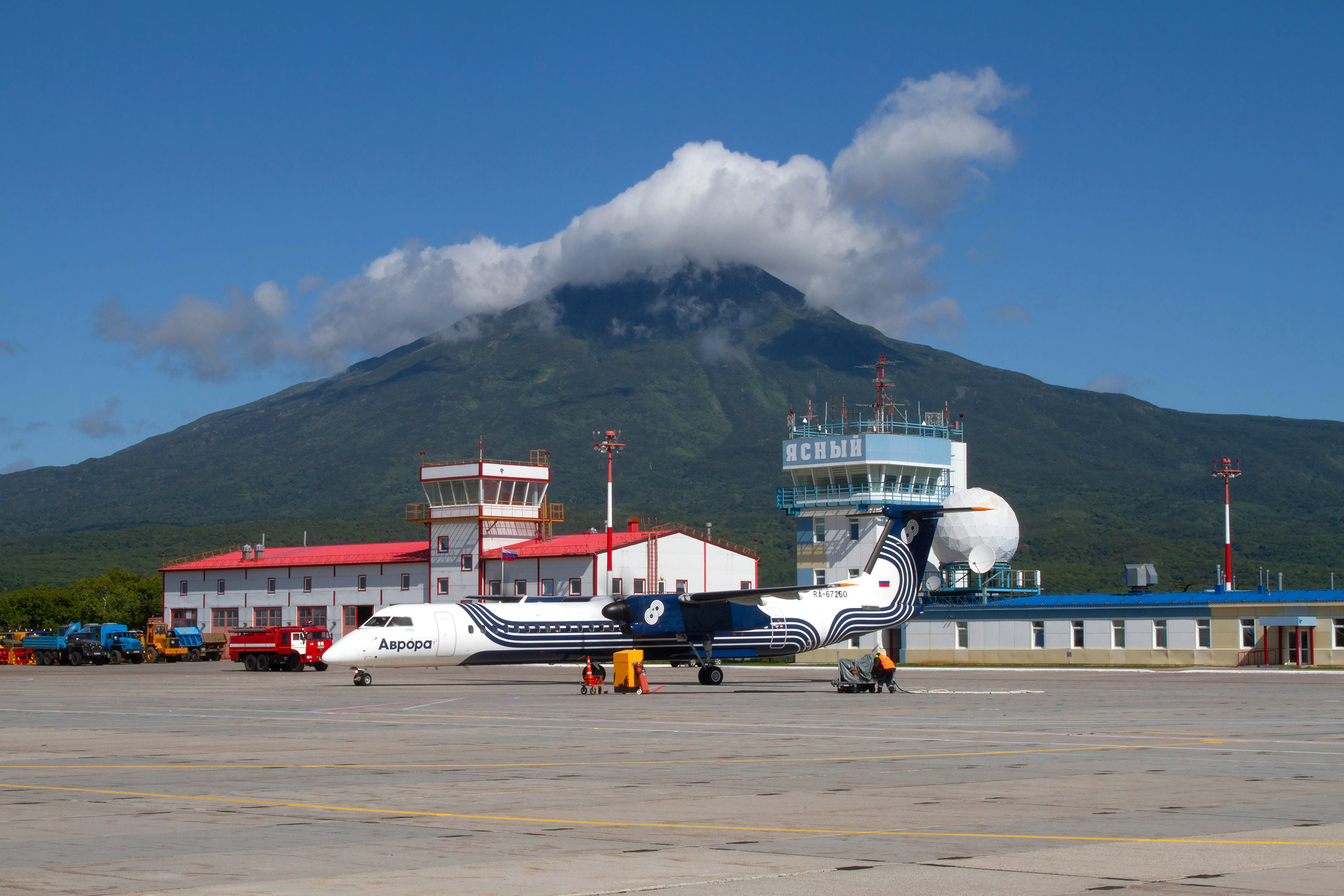
Bombardier Q400 NextGen авиакомпании «Аврора» в аэропорту «Ясный» на о.Итуруп

### 2016 год
В 2016 году авиакомпания перевезла 1 376 224 пассажиров, из них 1 061 780 человек осуществили перелет на внутренних линиях, 314 444 — на международных. Количество выполненных рейсов возросло до 18 861, на внутренних воздушных линиях было выполнено 14 829 рейсов, на международных направлениях было выполнено 4 032 рейса. Пассажирооборот за 12 месяцев составил 2 221 781 тыс. пассажирокилометров, производственный налёт в достиг показателя в 39 390,06 часов. Почты и грузов перевезено 7200 тонн. Авиакомпания получила пять воздушных судов — два лайнера Airbus A319 и три Bombardier Q400. 2016 год был отмечен открытием регулярных внутренних рейсов в Петропавловск-Камчатский, Благовещенск, Нерюнгри, Ноглики, Шахтёрск и рейсом внутри Приморского края Владивосток — Преображение.
По итогам года авиакомпания «Аврора» вошла в 10-ку крупнейших авиакомпаний России, став дипломантом авиационной премии «Крылья России» в номинации «Внутренние авиаперевозки в группе 2» (объем перевозок на ВВЛ за 2015 год от 0,5 до 3,0 млн пассажиров) и во второй раз стала лауреатом «Бизнес-Премии Приморского края» в номинации «Социально ответственный бизнес Приморского края».

### 2017 год

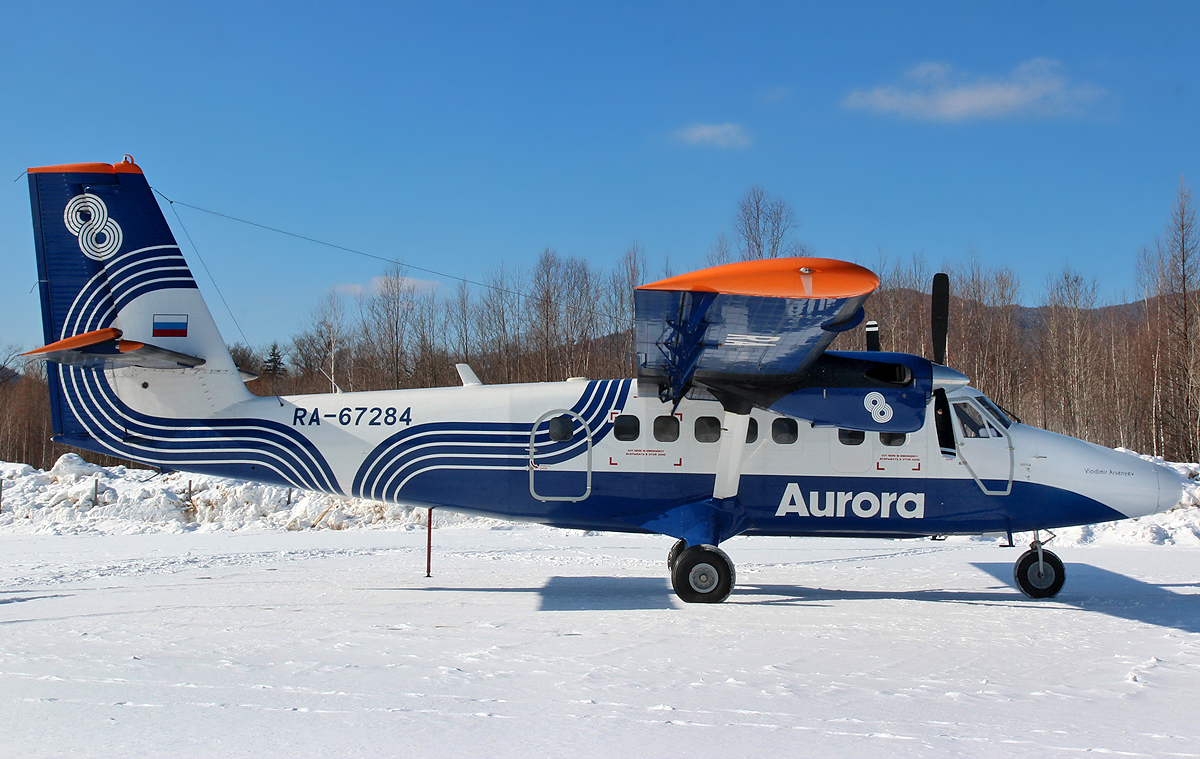
Viking DHC-6 Twin Otter авиакомпании «Аврора» в поселке Восток

В 2017 году авиакомпания перевезла 1 548 221 пассажира, что на 12,5 % больше, чем в 2016 году. Пассажиропоток авиакомпании распределился следующим образом: 1 163 653 человека осуществили перелёт на внутренних линиях, 384 568 – на международных. Количество выполненных рейсов составило 24 213, из них на внутренних было выполнено 19 244 рейса, международных 4969. Пассажирооборот составил 2 363 653 тыс. пассажирокилометров, производственный налёт достиг показателя в 45 672,55 часов. Почты и груза перевезено 7 947,96 тонн. «Аврора» получила два воздушных судна — Q400 и DHC-6, тем самым общий парк самолётов составил 24 борта: 10 Airbus А319, одиннадцать DHC-8 и три DHC-6 Twin Otter. Год был отмечен открытием регулярных внутренних рейсов Хабаровск — Тында, Владивосток — Комсомольск-на-Амуре, Магадан — Петропавловск-Камчатский, Кавалерово — Хабаровск, Дальнереченск — Хабаровск. Открыты внутрикраевой рейс Дальнереченск — Восток и международный — Владивосток — Токио. «Аврора» стала победителем премии «Крылья России — 2016» в номинации «Авиаперевозки на региональных маршрутах» по итогам 2016 года и лауреатом Бизнес-Премии Приморья — 2016 в номинации «Компания года Приморского края».

### 2018 год

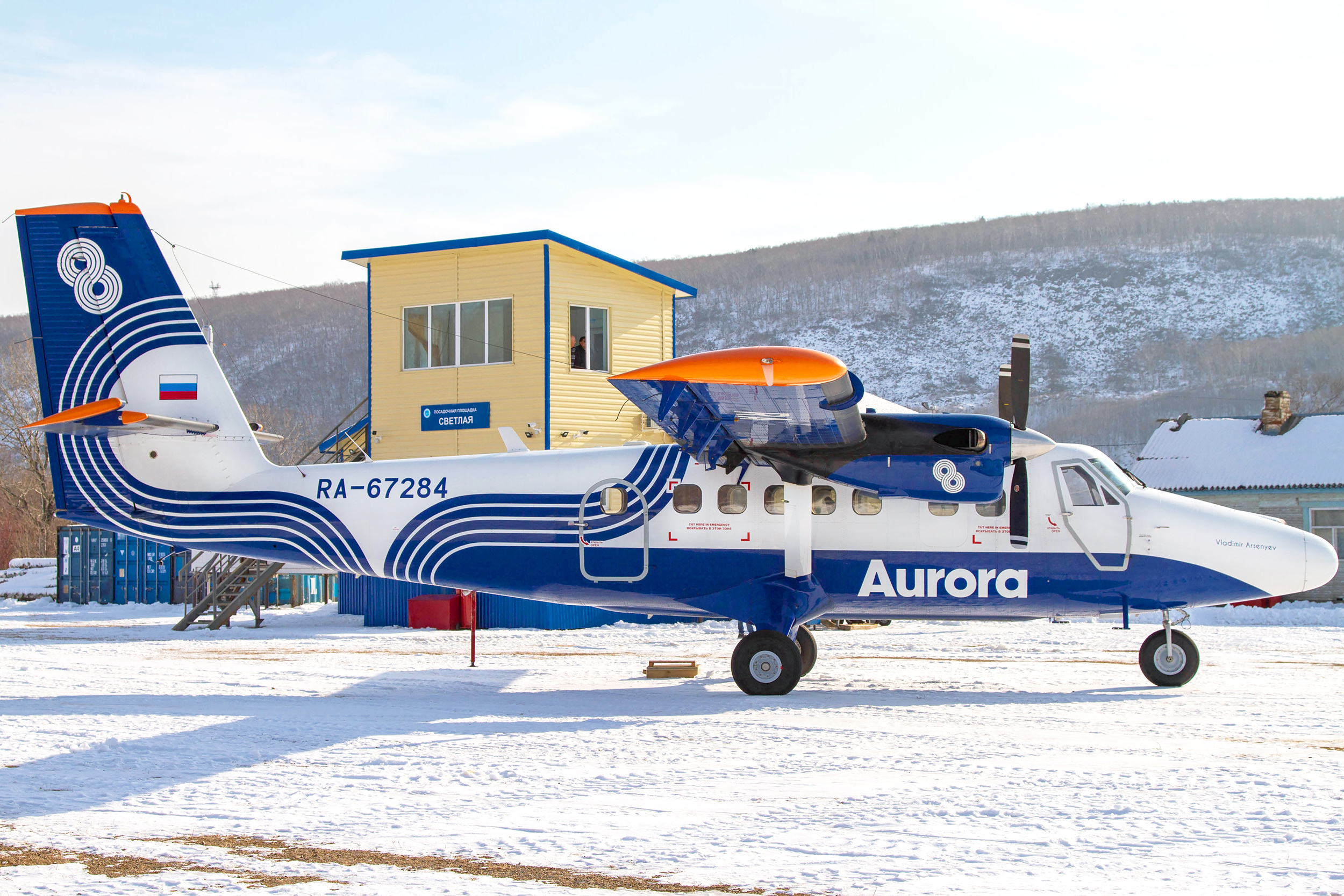
Viking DHC-6 Twin Otter авиакомпании «Аврора» в поселке Светлая

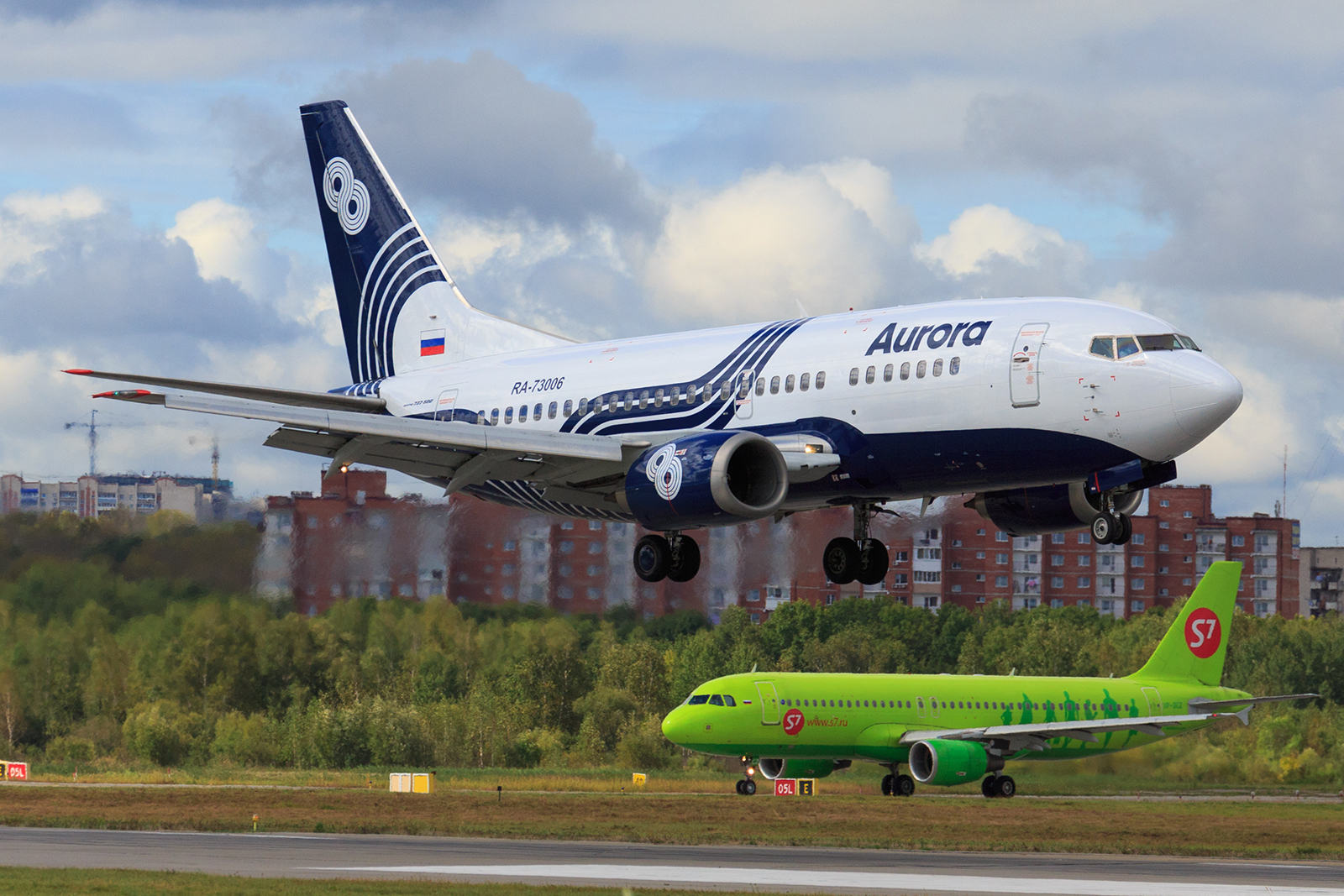
Boeing 737-500 Авроры

В 2018 году компания перевезла 1 622 679 пассажиров, что на 5 % больше, чем в 2017 году. Пассажиропоток Авиакомпании распределился следующим образом: 1 218 067 человек осуществили перелёт на внутренних линиях, 404 612 — на международных. Авиакомпания «Аврора» выполнила 24 370 рейсов, из них на внутренних воздушных линиях было выполнено 18 875 рейсов и на международных направлениях — 5 495 рейсов, что на 11 % больше, чем в предыдущем году. Пассажирооборот за 12 месяцев составил 2 488 548 тыс. пассажирокилометров, что на 5 % больше, чем в 2017 году. Производственный налёт достиг показателя в 45 663 часов. Почты и груза было перевезено 8 348 тонн. 2018 год был отмечен открытием регулярных внутренних рейсов Дальнереченск — Хабаровск, Хабаровск — Николаевск-на-Амуре и возобновлением полетов из Южно-Сахалинска в Токио. В 2018 году на всех рейсах «Авроры», включая внутрикраевые и внутриобластные, начала действовать программа поощрения «Аэрофлот Бонус». «Аврора» стала победителем второй год подряд авиационной премии «Крылья России» в номинации «Авиаперевозки на региональных и местных маршрутах» по итогам 2017 года, лауреатом Бизнес-Премии Приморья в номинации «Компания года», завоевала золото на международном форуме SkyService 2018, приняла участие в XXII Тихоокеанской международной туристской выставке PITE, в IV Восточном экономическом форуме.

### 2019 год
Авиакомпания «Аврора» в 2019 году перевезла 1 647 741 пассажира. Так же, авиакомпания «Аврора» получила главный приз Skyway Service Award в номинации «Лучшая региональная авиакомпания» на основе голосования пассажиров за лучший сервис и клиентские программы. Торжественная церемония награждения состоялась 6 февраля в Москве в ходе проведения выставки NAIS 2019 — главном профессиональном мероприятии инфраструктуры гражданской авиации для российских и международных авиакомпаний, а также аэропортов.

### 2021 год
В 2021 году стала базовой компанией для создания Единой Дальневосточной авиакомпании по поручению Президента Российской Федерации. Компания выполняет социально значимые рейсы  для повышения транспортной доступности удаленных районов всего Дальневосточного федерального округа. Акционерами авиакомпании являются правительства всех 11 субъектов Дальневосточного федерального округа и Министерство по развитию Дальнего Востока и Арктики.

### 2022 год
26 октября в Якутске прошла стратегическая сессия «Транспортная доступность Дальнего Востока - эффективное взаимодействие дальневосточной авиакомпании и аэропортов». На данном мероприятии было принято решение о том, что региональные авиакомпании «Якутия», «Хабаровские авиалинии», «Полярные авиалинии», «Камчатское авиационное предприятие» и «Чукотавиа» вошли в состав единой дальневосточной авиакомпании «Аврора».
Парк компании должны пополнить самолеты SSJ100 для обслуживания социальных рейсов.

## Перспективы развития
В долгосрочном периоде до 2025 г. приоритетами планирования инновационной деятельности авиакомпании являются развитие маршрутной сети, планомерное обновление парка воздушных судов и модернизация флота, обеспечивающие авиационную и экологическую безопасность, надежность и безопасность полетов, рост удовлетворенности и лояльности пассажиров, энергоэффективность и ресурсосбережение, автоматизацию и информатизацию наземной авиационной инфраструктуры, производственных и бизнес-процессов, формирование кадрового потенциала Общества.
В долгосрочном периоде компания планирует развитие региональной сети маршрутов и расширение авиаперевозок из базовых аэропортов в Южно-Сахалинск, Хабаровск, Владивосток на внутренних и международных линиях с увеличением объема транзитных пассажиров.
Развитие маршрутной сети компании предполагает расширение географии полетов и интенсификацию эксплуатации авиалиний. Увеличение частот полетов будет сопровождаться увеличением провозных емкостей.
Развитие парка в сегменте региональных ВС будет осуществляться на основе DHC-8-400, Airbus 320, что обеспечит оптимальные условия владения и эксплуатации ВС.

## Маршрутная сеть

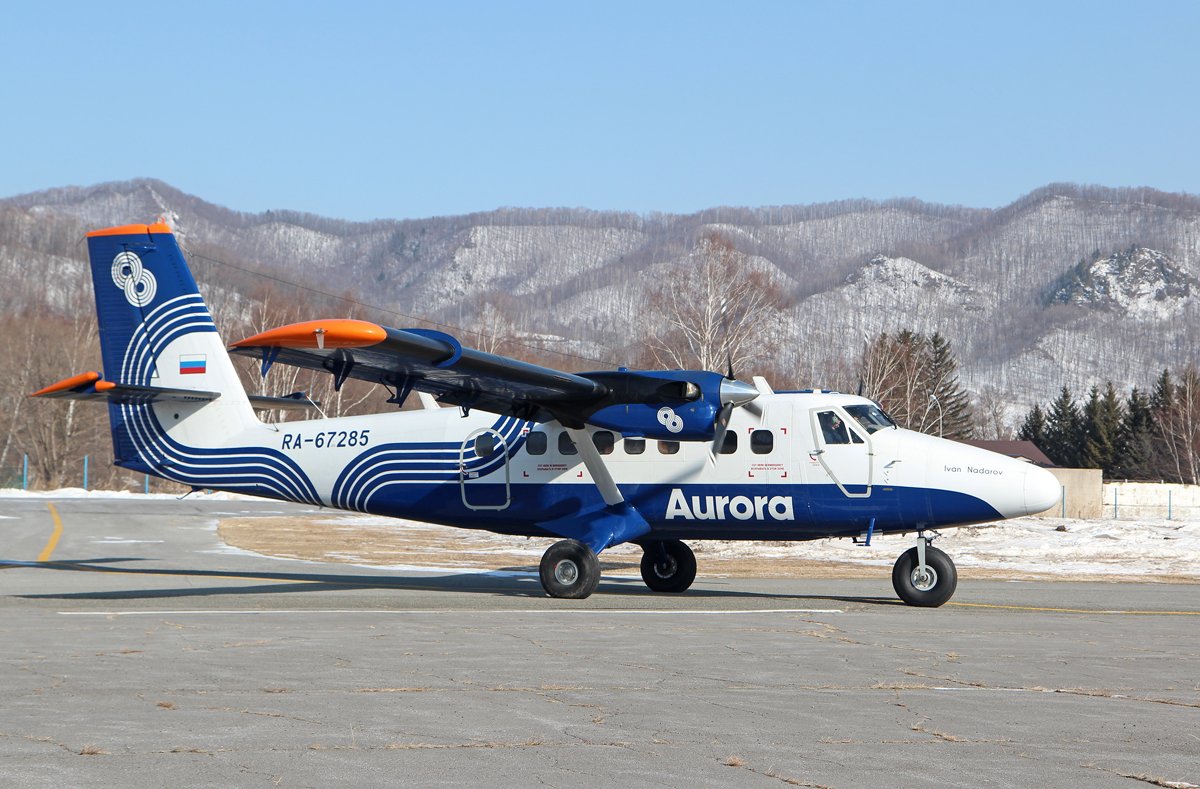
Руление Viking DHC-6 Twin Otter авиакомпании "Аврора" в Дальнегорске

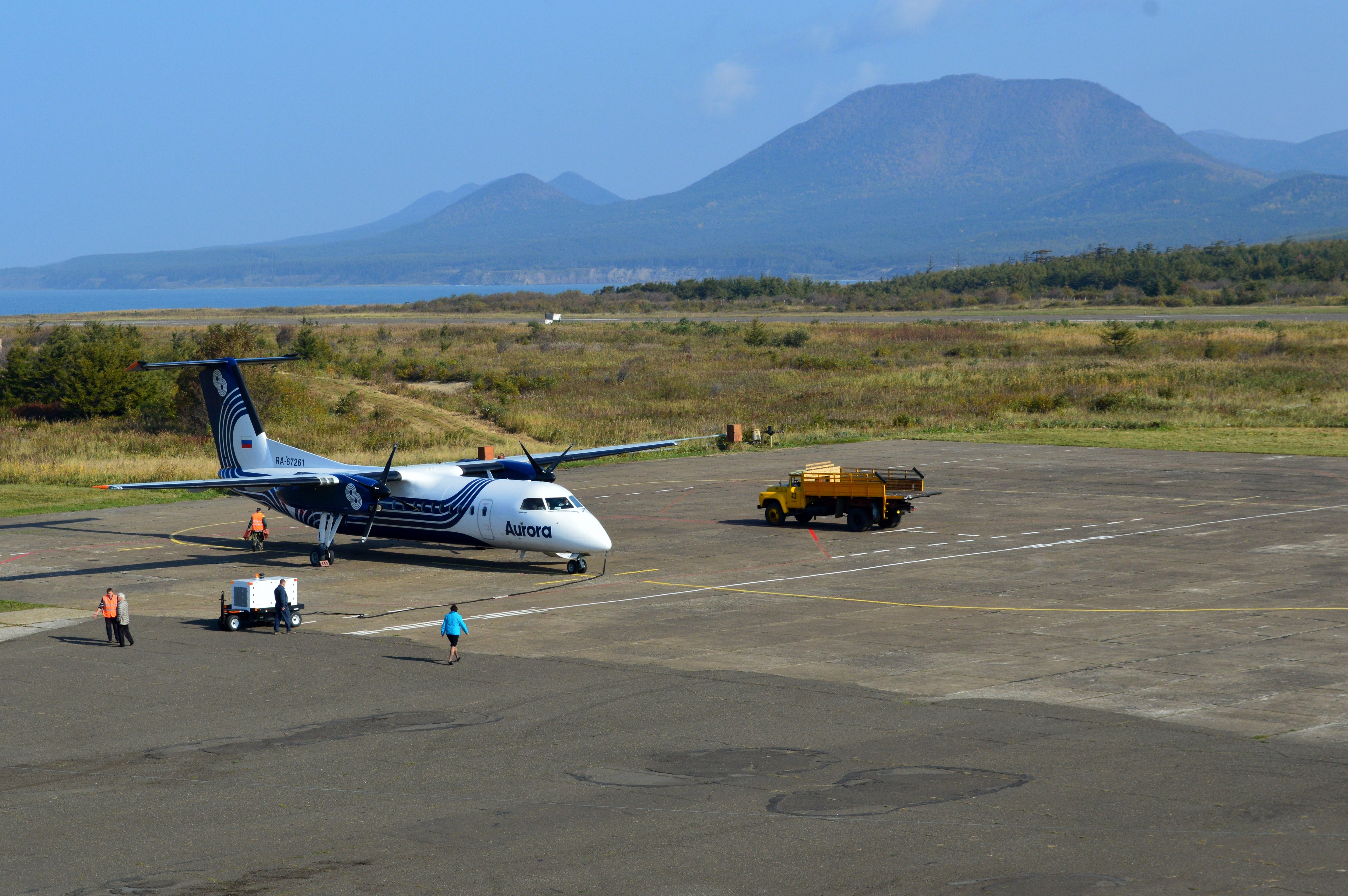
Обслуживание самолёта Bombardier DHC-8 Q300 авиакомпании «Аврора» в аэропорту Шахтёрск

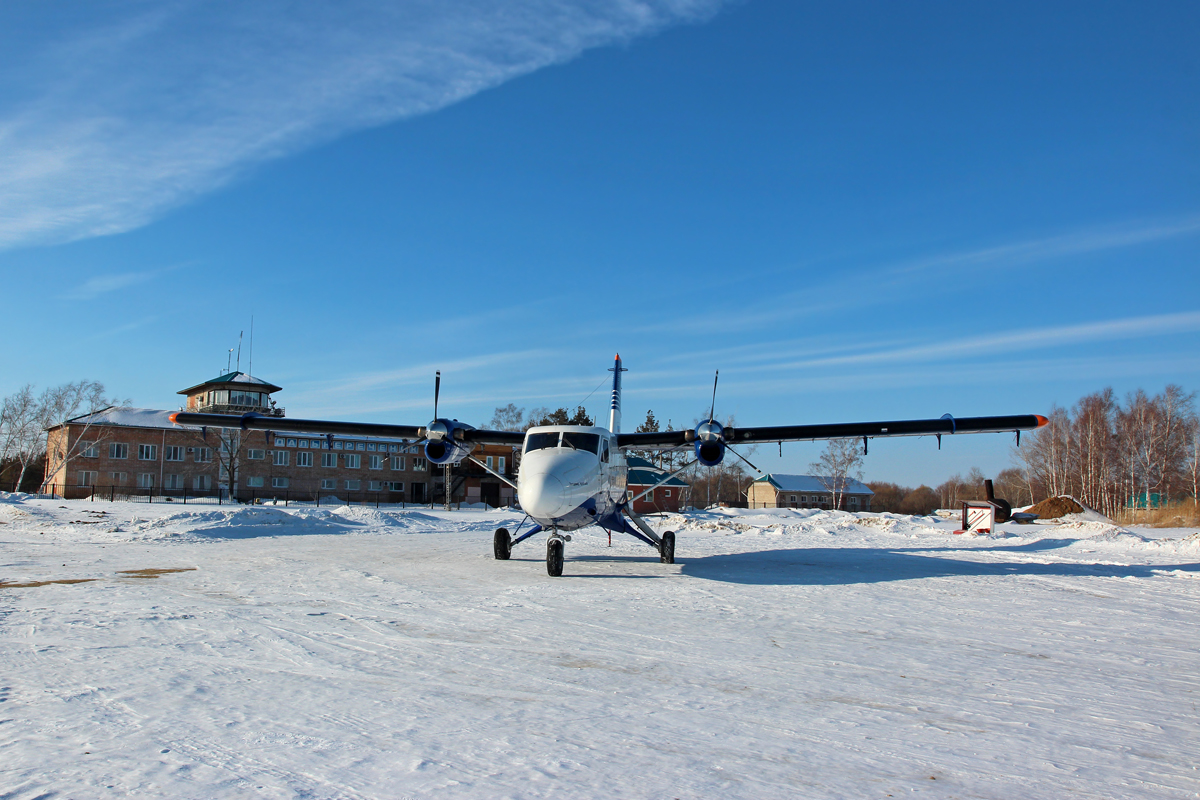
Viking DHC-6 Twin Otter авиакомпании "Аврора" в Дальнереченске

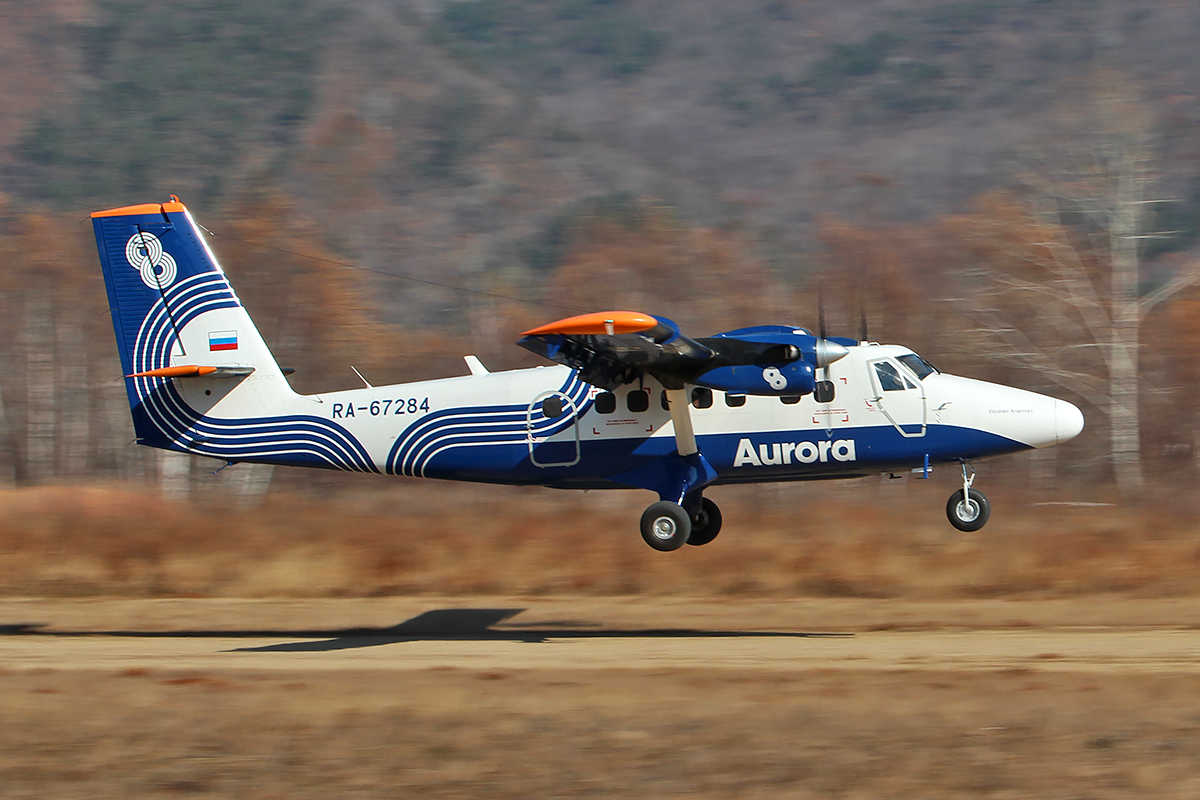
Посадка Viking DHC-6 Twin Otter авиакомпании "Аврора" в Тернее

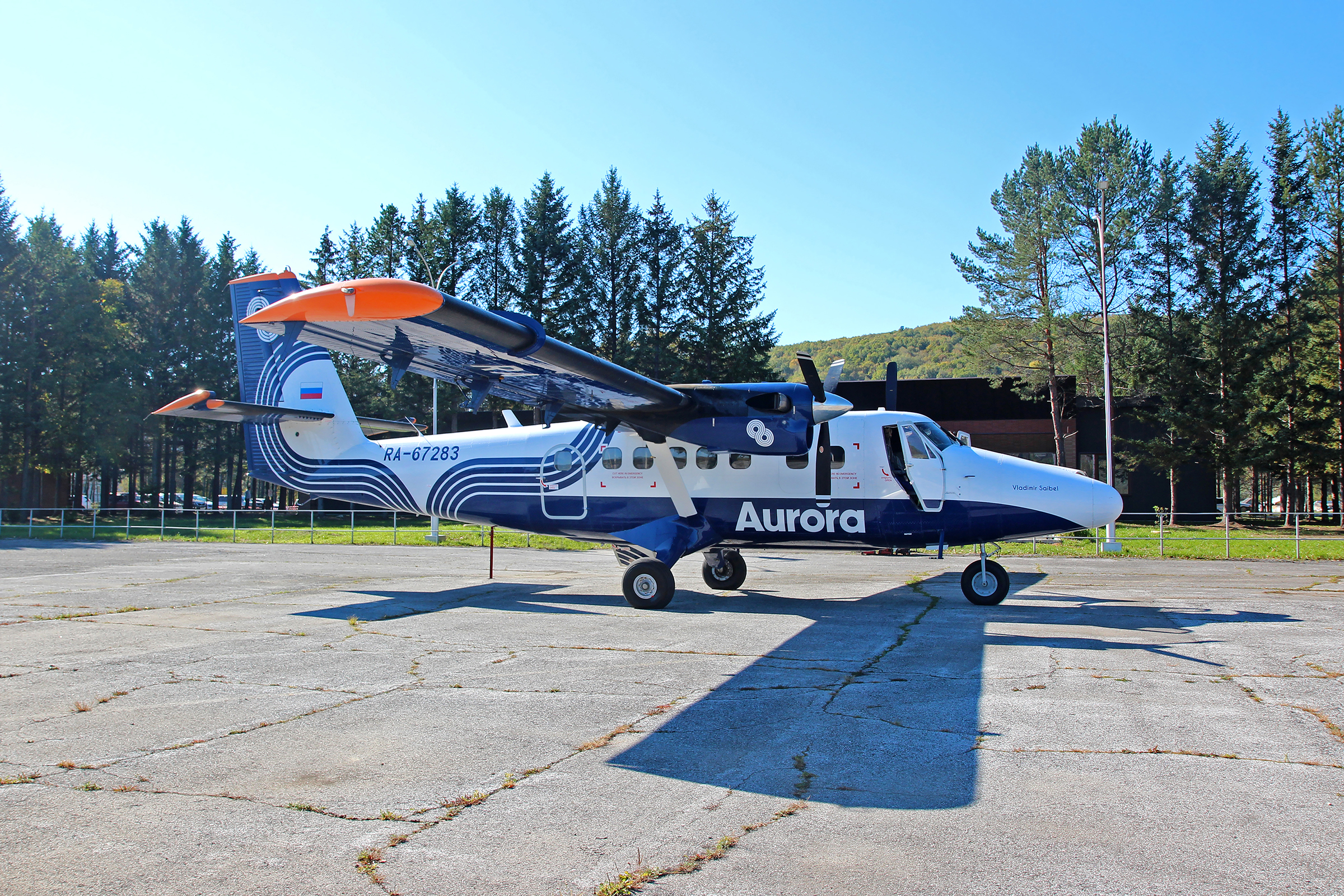
Стоянка Viking DHC-6 Twin Otter авиакомпании "Аврора" в Кавалерово

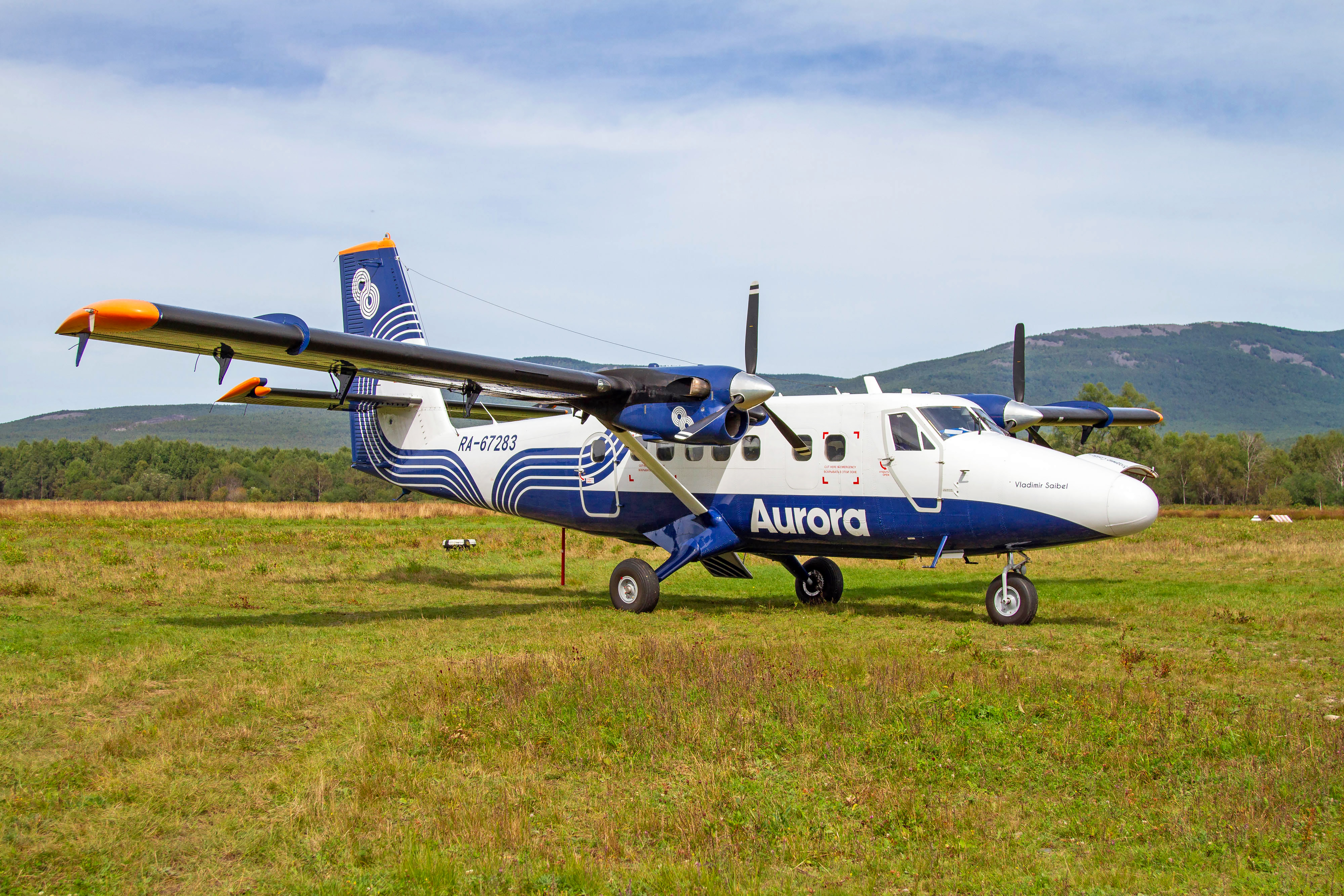
Стоянка Viking DHC-6 Twin Otter авиакомпании "Аврора" в Единке

### Межрегиональные (города Дальнего Востока и Сибири)
- Южно-Сахалинск — международный аэропорт Хомутово Баз.
- Хабаровск — международный аэропорт Хабаровск-Новый Хаб
- Владивосток — международный аэропорт Кневичи» Хаб
- Новосибирск — международный аэропорт Толмачёво
- Петропавловск-Камчатский — международный аэропорт Елизово
- Магадан — международный аэропорт Сокол
- Иркутск — международный аэропорт Иркутск
- Красноярск — международный аэропорт Емельяново
- Улан-Удэ — международный аэропорт Байкал
- Благовещенск — международный аэропорт Игнатьево

### Региональные (Сахалинская область, Приморский край, Хабаровский край, Амурская область)
- Южно-Курильск — аэропорт Менделеево[40]
- Курильск — аэропорт Буревестник, с 17 сентября 2014 года — аэропорт Итуруп
- Южно-Сахалинск — Зональное[41] — Александровск-Сахалинский[42] (в качестве эксплуатанта)
- Ноглики — аэропорт Ноглики
- Оха — аэропорт Оха
- Шахтёрск — аэропорт Шахтёрск
- Владивосток – Кавалерово
- Кавалерово — Хабаровск
- Владивосток – Пластун
- Владивосток — Дальнереченск[43]
- Дальнереченск — Восток[44]
- Владивосток — Дальнегорск
- Владивосток — Преображение[45]
- Владивосток — Терней
- Терней — Амгу
- Терней — Светлая
- Терней — Единка
- Хабаровск — Чегдомын[46]
- Хабаровск — Николаевск-На-Амуре[47]
- Хабаровск — Амурзет [48]
- Благовещенск — Зея[49]
- Благовещенск — Тында[49]

### Зарубежные рейсы
- Китай
  - Харбин — международный аэропорт Тайпин
  - Гонконг — международный аэропорт Чхеклапкок
  - Далянь — международный аэропорт Чжоушуйцзы
  - Пекин — международный аэропорт Шоуду
  - Муданьцзян — международный аэропорт Хайлан[50]
  - Яньцзи (чартерные рейсы)
  - Цзямусы (чартерные рейсы)
- Корея
  - Сеул — международный аэропорт Инчхон
  - Пусан — международный аэропорт Кимхэ
- Япония
  - Саппоро — международный аэропорт Новый Титосе
  - Токио — международный аэропорт Нарита

## Флот
По состоянию на февраль 2024 года средний возраст авиапарка составляет 16,9 лет. В состав флота входят следующие типы воздушных судов:
| Тип ВС           | Количество ВС  | Количество ВС | Бортовой номер                                                          | Число мест | Число мест | Число мест | Число мест | Примечание                                                                                       |
| Тип ВС           | В эксплуатации | Заказано      | Бортовой номер                                                          | B          | W          | Y          | Всего      | Примечание                                                                                       |
| ---------------- | -------------- | ------------- | ----------------------------------------------------------------------- | ---------- | ---------- | ---------- | ---------- | ------------------------------------------------------------------------------------------------ |
| Airbus A319-100  | 8              | —             | RA-73673 RA-73674 RA-73675 RA-73676 RA-73677 RA-73678 RA-73679 RA-73680 | 8          | —          | 120        | 128        | С 2020 ожидалась замена на А320                                                                  |
| DHC-8-200        | 2              | —             | RA-67257 RA-67259                                                       | —          | 8          | 29         | 37         | Эксплуатируются в рамках авиатранспортного обеспечения операторов проектов Сахалин-1 и Сахалин-2 |
| DHC-8-300        | 1              | —             | RA-67253                                                                | —          | 10         | 40         | 50         |                                                                                                  |
| DHC-8-400        | 5              | __            | RA-67252 RA-67254 RA-67256 RA-67260 RA-67262                            | —          | 10         | 60         | 70         |                                                                                                  |
| DHC-6 Twin Otter | 3              | —             | RA-67283 RA-67284 RA-67285                                              | —          | —          | 19         | 19         | Выполняют социальнозначимые рейсы на маршрутах Приморского края                                  |
| МС-21-310        | —              | 10            |                                                                         | 16         |            | 159        | 175        | Поставка в период 2027 - 2030 года                                                               |
| Superjet 100     | —              | 8             | нет данных                                                              | нет данных | нет данных | нет данных | нет данных | Первая поставка планировалась в 2021 году                                                        |
| Ил-114-300       | —              | 19            | нет данных                                                              | нет данных | нет данных | нет данных | нет данных | Первые поставки планировались в 2023 году                                                        |
| Всего:           | 19             | 37            |                                                                         |            |            |            |            |                                                                                                  |

До 2030 года в авиапарк компании планируется закупить 33 самолета и 21 вертолет российского производства . 

## Происшествия
- 18 февраля 2018 года в аэропорту города Южно-Сахалинск самолёт Bombardier DHC-8-200 с бортовым номером RA-67259, выполнявший рейс HZ-6891 Южно-Сахалинск — Саппоро, повредил законцовку правого крыла, задев временную опору электроснабжения, установленную в связи со строительными работами в аэропорту. В результате происшествия никто не пострадал[58].
- 7 марта 2019 года самолет Bombardier DHC 8-Q400 выполнял рейс из Магадана в Купол. После посадки воздушное судно выкатилось за пределы ВПП. Никто из 68 пассажиров и 5 членов экипажа не пострадал[59].